# トライアングルスタッフ
有限会社トライアングルスタッフ（英: TRIANGLE STAFF CORP.）は、かつて存在した日本のアニメ制作会社。

## 概要
マッドハウスの制作プロデューサーとして、『幻魔大戦』などを手がけた浅利義美が退社後に独立し、1987年1月に東京都杉並区荻窪で創業した（その後、同区桃井に本社を移転）。アニメーション監督の中村隆太郎を専属演出家として擁し、劇場作品やOVAを中心に意欲作を次々と発表する。1998年放映の『serial experiments lain』は、当時ノウハウに乏しかったデジタルアニメーション技術を活用し、第2回文化庁メディア芸術祭アニメーション部門優秀賞を受賞するなどの評価を受けた。
しかし、元請として受注していた『WXIII 機動警察パトレイバー』の制作長期化と度重なる体制の変更によって経営は行き詰まり、『サクラ大戦TV』の終了とともに制作プロデューサーである安部正次郎が設立したエー・シー・ジー・ティーへスタッフの大半が流出する。前後してグロス請けした『地球少女アルジュナ』を以て、2000年12月頃に事実上の活動停止となった。尚、『WXIII』は浅利の古巣であるマッドハウスが引き継いで完成し、2002年に公開された。

## 作品履歴

### テレビアニメ
| 開始年 | 放送期間         | タイトル                        | 監督           | アニメーション プロデューサー | 共同制作         |
| ------ | ---------------- | ------------------------------- | -------------- | ----------------------------- | ---------------- |
| 1997年 | 4月 - 9月        | HARELUYA II BØY                 | 江上潔         | 大橋浩一郎                    |                  |
| 1997年 | 10月 - 1998年4月 | 深海伝説MEREMANOID              | 森川滋         | N/A                           | キティ・フィルム |
| 1998年 | 7月 - 9月        | serial experiments lain         | 中村隆太郎     | 安部正次郎                    |                  |
| 1998年 | 10月 - 12月      | 聖ルミナス女学院                | アミノテツロー | 安部正次郎                    |                  |
| 1999年 | 1月 - 3月        | 宇宙海賊ミトの大冒険            | 渡部高志       | 安部正次郎                    |                  |
| 1999年 | 7月 - 10月       | 宇宙海賊ミトの大冒険2人の女王様 | 渡部高志       | 安部正次郎                    |                  |
| 1999年 | 7月 - 10月       | 魔法使いTai!                    | 佐藤順一       | 浅利義美 安部正次郎           | マッドハウス     |
| 1999年 | 9月              | COLORFUL                        | 中村隆太郎     | N/A                           |                  |
| 2000年 | 4月 - 7月        | NieA_7                          | 佐藤卓哉       | 安部正次郎                    |                  |

### 劇場アニメ
| 公開年 | タイトル                                            | 監督                      | アニメーション プロデューサー |
| ------ | --------------------------------------------------- | ------------------------- | ----------------------------- |
| 1995年 | ユンカース・カム・ヒア                              | 佐藤順一                  | 大橋浩一郎                    |
| 1995年 | はじまりの冒険者たち レジェンド・オブ・クリスタニア | 中村隆太郎                | 浅利義美                      |
| 1995年 | マクロスプラス MOVIE EDITION                        | 河森正治（総） 渡辺信一郎 | はせがわひろし                |
| 1995年 | チョッちゃん物語                                    | ときたひろこ              | 浅利義美 大橋浩一郎           |
| 1997年 | ウルトラニャン 星空から舞い降りたふしぎネコ         | ときたひろこ              | 浅利義美 大橋浩一郎           |
| 1997年 | チャイニーズ・ゴースト・ストーリー スーシン         | 遠藤徹哉                  | N/A                           |
| 1998年 | ウルトラニャン2 ハッピー大作戦                      | ときたひろこ              | 浅利義美 大橋浩一郎           |
| 1998年 | とつぜん!ネコの国 バニパルウィット                  | なかむらたかし            | 山口克巳 新谷義浩             |
| 1999年 | ウルトラマンM78劇場 Love & Peace                    | ときたひろこ              | 浅利義美 大橋浩一郎           |

### OVA
| 発売年 | タイトル                                      | 監督                      | アニメーション プロデューサー | 備考                                                |
| ------ | --------------------------------------------- | ------------------------- | ----------------------------- | --------------------------------------------------- |
| 1990年 | CBキャラ 永井豪ワールド                       | 飯田つとむ                | N/A                           | -1991年、アニメーション制作協力：オープロダクション |
| 1994年 | おいら宇宙の探鉱夫                            | 飯田馬之介                | 山口克己                      |                                                     |
| 1994年 | マクロスプラス                                | 河森正治（総） 渡辺信一郎 | はせがわひろし                |                                                     |
| 1994年 | ユンカース・カム・ヒア メモリーズ・オブ・ユー | 中村隆太郎                | はせがわひろし                |                                                     |
| 1995年 | 魔法使いTai!                                  | 佐藤順一                  | 安部正次郎                    |                                                     |
| 1996年 | POWER DoLLS〜オムニ戦記2540                   | 富永恒雄                  | N/A                           |                                                     |
| 1996年 | レジェンド・オブ・クリスタニア                | 中村隆太郎                | 浅利義美 大橋浩一郎           |                                                     |
| 1998年 | サイキックフォース                            | 大貫健一（総） 山内富夫   | 新股義浩                      |                                                     |

### 制作協力
テレビアニメ
- TRIGUN （制作元請：マッドハウス、各話制作協力、1998年）
- セイバーマリオネットJ to X （制作元請：ハルフィルムメーカー、各話プロダクション協力、1998年-1999年）
- サクラ大戦 (テレビアニメ) （制作元請：マッドハウス、各話制作協力、2000年）
- ブギーポップは笑わない Boogiepop Phantom （制作元請：マッドハウス、制作協力、2000年）
- 地球少女アルジュナ （制作元請：サテライト、各話制作協力、2001年）

劇場アニメ
- ヴイナス戦記 （制作元請：九月社、制作協力、1989年）

OVA
- デビルマン 妖鳥死麗濡編 （制作元請：オープロダクション、制作協力、1990年）
- リトルツインズ（制作元請：東映動画、ケイエスエス など、制作協力、1992年）
- 天地無用! 魎皇鬼（第二期）（制作元請：AIC、各話制作協力、1994年-1995年）
- シャーマニックプリンセス （制作元請：アニメイトフィルム、制作協力、1996年-1998年）
- エクスドライバー （制作元請：アクタス、各話制作協力、2000年）

## 同社スタッフ・OBが独立・起業した会社

### 現在
- エー・シー・ジー・ティー - 制作プロデューサーを務めた安部正次郎、制作スタッフを務めた馬場健らがオービー企画の関連会社として2000年に設立。

### 過去
- パルム - 制作プロデューサーを務めた山口克巳が1999年に設立。
- ケルマディック - 制作プロデューサーを務めた大橋浩一郎が2006年に設立。